# Наогаон-Садар
Наогаон-Садар (бенг. নওগাঁ সদর, англ. Naogaon Sadar Upazila) — подокруг на северо-западе Бангладеш. Входит в состав округа Наогаон. Образован в 1810 году. Административный центр — город Наогаон. Площадь подокруга — 275,73 км². По данным переписи 1991 года численность населения подокруга составляла 327 632 человека. Плотность населения равнялась 1188 чел. на 1 км². Уровень грамотности населения составлял 34,5 %. Религиозный состав: мусульмане — 90 %, индуисты — 9,13 %, прочие — 0,87 %.